# Dan Fogler
Daniel "Dan" Kevin Fogler (Brooklyn, 20 de outubro de 1976) é um ator, dublador e comediante stand-up. Ele é mais conhecido por seus papéis nos filmes Balls of Fury, Take Me Home Tonight, Fantastic Beasts e na série de televisão Secrets and Lies.

## Vida pessoal
É o segundo filho de Shari e Richard Fogler, uma professora inglesa e um cirurgião. Antes de frequentar a Escola de Teatro da Universidade de Boston, ele frequentou a Poly Prep Country Day School e graduou-se em 1994.
Em 2009, casou-se com Jodie Capes Fogler, co-fundadora da Capes Coaching, uma empresa de treinamento para atores e artistas. Eles têm dois filhos juntos.

## Filmografia

### Televisão
| Ano       | Título                       | Papel           | Nota                 |
| --------- | ---------------------------- | --------------- | -------------------- |
| 2009-2010 | American Dad!                | Vozes           | 2 episódios          |
| 2010      | Atom TV                      | Lt. Black       | 1 episódio           |
| 2010      | Kung Fu Panda Holiday        | Zeng (voz)      | Especial para TV     |
| 2011      | Robot Chicken                | Pai (voz)       | 1 episódio           |
| 2011-2012 | Man Up!                      | Kenny Hayden    | Elenco principal     |
| 2012      | Prairie Dogs                 | Roj             | 1 episódio           |
| 2012      | Ugly Americans               | Carl (voz)      | 1 episódio           |
| 2013      | Hannibal                     | Franklin        | 3 episódios          |
| 2013-2015 | The Goldbergs                | Marvin Goldberg | 3 episódios          |
| 2014      | Black Box                    | Fred Baker      | 1 episódio           |
| 2014      | Living the Dream             | Russ Danzinger  | 1 episódio           |
| 2015      | Secrets and Lies             | Dave Carlyle    | Elenco principal     |
| 2015      | The Good Wife                | Nick Zubrovsky  | 1 episódio           |
| 2017      | Famous in Love               | Ele mesmo       | 1 episódio           |
| 2017      | Sharknado 5: Global Swarming | Ele mesmo       | Filme para televisão |
| 2018      | The Walking Dead             | Luke            | 9ª Temporada         |

### Cinema
| Ano  | Título                                       | Papel                               | Nota                                          |
| ---- | -------------------------------------------- | ----------------------------------- | --------------------------------------------- |
| 1999 | Brooklyn Thrill Killers                      | Melvin Mittman                      | Curta-metragem                                |
| 2000 | Bust a Move                                  | Charlie                             | Curta-metragem                                |
| 2000 | Home Field Advantage                         | Charlie                             |                                               |
| 2002 | Hyper                                        | Lenny                               | Curta-metragem                                |
| 2005 | Dumped!                                      | Elliott                             |                                               |
| 2006 | Slippery Slope                               | Crafty                              |                                               |
| 2006 | School for Scoundrels                        | Zack                                |                                               |
| 2007 | Balls of Fury                                | Randy Daytona                       |                                               |
| 2007 | Good Luck Chuck                              | Dr. Stuart Klaminsky                |                                               |
| 2008 | The Marconi Bros.                            | Carmine Marconi                     |                                               |
| 2008 | Horton Hears a Who!                          | Councilman / Yummo Wickersham (voz) |                                               |
| 2008 | Kung Fu Panda                                | Zeng (voz)                          |                                               |
| 2009 | Fanboys                                      | Hutch                               |                                               |
| 2009 | Hysterical Psycho                            | Psiquiatra                          | Também escritor, diretor e produtor executivo |
| 2009 | Taking Woodstock                             | Devon                               |                                               |
| 2009 | Love Happens                                 | Lane                                |                                               |
| 2011 | Crocodile Tears                              | Diretor                             | Curta-metragem; Funny or Die                  |
| 2011 | Take Me Home Tonight                         | Barry Nathan                        |                                               |
| 2011 | Mars Needs Moms                              | Gribble (voz)                       |                                               |
| 2012 | Dog Eat Dog                                  |                                     | Curta-metragem                                |
| 2012 | Hellbenders                                  | Eric                                |                                               |
| 2013 | Scenic Route                                 | Carter                              |                                               |
| 2013 | Europa Report                                | Dr. Nikita Solokov                  |                                               |
| 2013 | Free Birds                                   | Governor William Bradford (voz)     |                                               |
| 2014 | My Depression (The Up and Down and Up of It) | Voz                                 | Curta-metragem                                |
| 2014 | Don Peyote                                   | Warren Allman                       | Também escritor, diretor e produtor executivo |
| 2014 | Post Modern Ophelia                          | Goldie Stern                        | Curta-metragem                                |
| 2015 | Ava's Possessions                            | JJ Samson                           |                                               |
| 2015 | Barely Lethal                                | Sr. Drumm                           |                                               |
| 2016 | Custody                                      | Keith Denholz                       |                                               |
| 2016 | Fantastic Beasts and Where to Find Them      | Jacob Kowalski                      |                                               |
| 2018 | Fantastic Beasts: The Crimes of Grindelwald  | Jacob Kowalski                      |                                               |
| 2022 | Fantastic Beasts: The Secrets of Dumbledore  | Jacob Kowalski                      | Pós-produção                                  |

## Escritor e diretor
Teatro
- 2007: Elephant in the Room (Escritor e diretor; Bleecker Street Theatre)[4]
- 2009: Exposed! The Curious Case of Shiloh and Zahara (Diretor; MainStage Theatre)[5]

Websérie
- 2010: M'larky (Escritor, diretor e protagonista; Atom.com)[6]

Romance gráfico
- 2010: Moon Lake (Archaia)[7]
- 2013: Moon Lake Volume 2 (Archaia)[8]